# Liste der Biografien/Baa
Liste der Biografien |
Portal Biografien |
Personensuche
# |
A |
B |
C |
D |
E |
F |
G |
H |
I |
J |
K |
L |
M |
N |
O |
P |
Q |
R |
S |
T |
U |
V |
W |
X |
Y |
Z |
?
 
Ba |
Be |
Bd |
Bg |
Bh |
Bi |
Bj |
Bl |
Bm |
Bn |
Bo |
Br |
Bs |
Bu |
Bw |
By |
Bz
 
Baa |
Bab |
Bac |
Bad |
Bae |
Baf |
Bag |
Bah |
Bai |
Baj |
Bak |
Bal |
Bam |
Ban |
Bao |
Bap |
Baq |
Bar |
Bas |
Bat |
Bau |
Bav |
Baw |
Bax–Baz
Die Liste der Biografien führt alle Personen auf, die in der deutschsprachigen Wikipedia einen Artikel haben. Dieses ist eine Teilliste mit 209 Einträgen von Personen, deren Namen mit den Buchstaben „Baa“ beginnt.

## Baa

### Baab
- Baab, Heinrich (1908–2001), deutscher Kriminalbeamter, Leiter der Gestapo in Frankfurt am Main
- Baab, Patrik (* 1959), deutscher Journalist und Publizist

### Baac
- Baach, Walter (* 1908), deutscher Polizeioffizier
- Baack, Herbert (1921–2006), deutscher Politiker (SPD), MdB
- Baack, Tom (* 1999), deutscher Fußballspieler
- Baacke, Dieter (1934–1999), deutscher Erziehungswissenschaftler und Hochschullehrer für Medienpädagogik
- Baacke, Marko (* 1980), deutscher Nordischer Kombinierer

### Baad
- Baade, Brunolf (1904–1969), deutscher Ingenieur der Flugzeugindustrie
- Baade, Ernst-Günther (1897–1945), deutscher Generalleutnant im Zweiten Weltkrieg
- Baade, Fritz (1893–1974), deutscher Wirtschaftswissenschaftler und Politiker (USPD, SPD), MdR, MdB
- Baade, Herbert (1912–1998), deutscher Widerstandskämpfer
- Baade, Knut (1808–1879), norwegischer Maler
- Baade, Laura (* 1995), deutsche Kinderschauspielerin
- Baade, Michael (* 1944), deutscher Lehrer und Schriftsteller
- Baade, Paul W. (1889–1959), US-amerikanischer Offizier, Generalmajor der US Army
- Baade, Walter (1893–1960), deutscher Astronom und AstrophysikerWalter Baade (1893–1960)

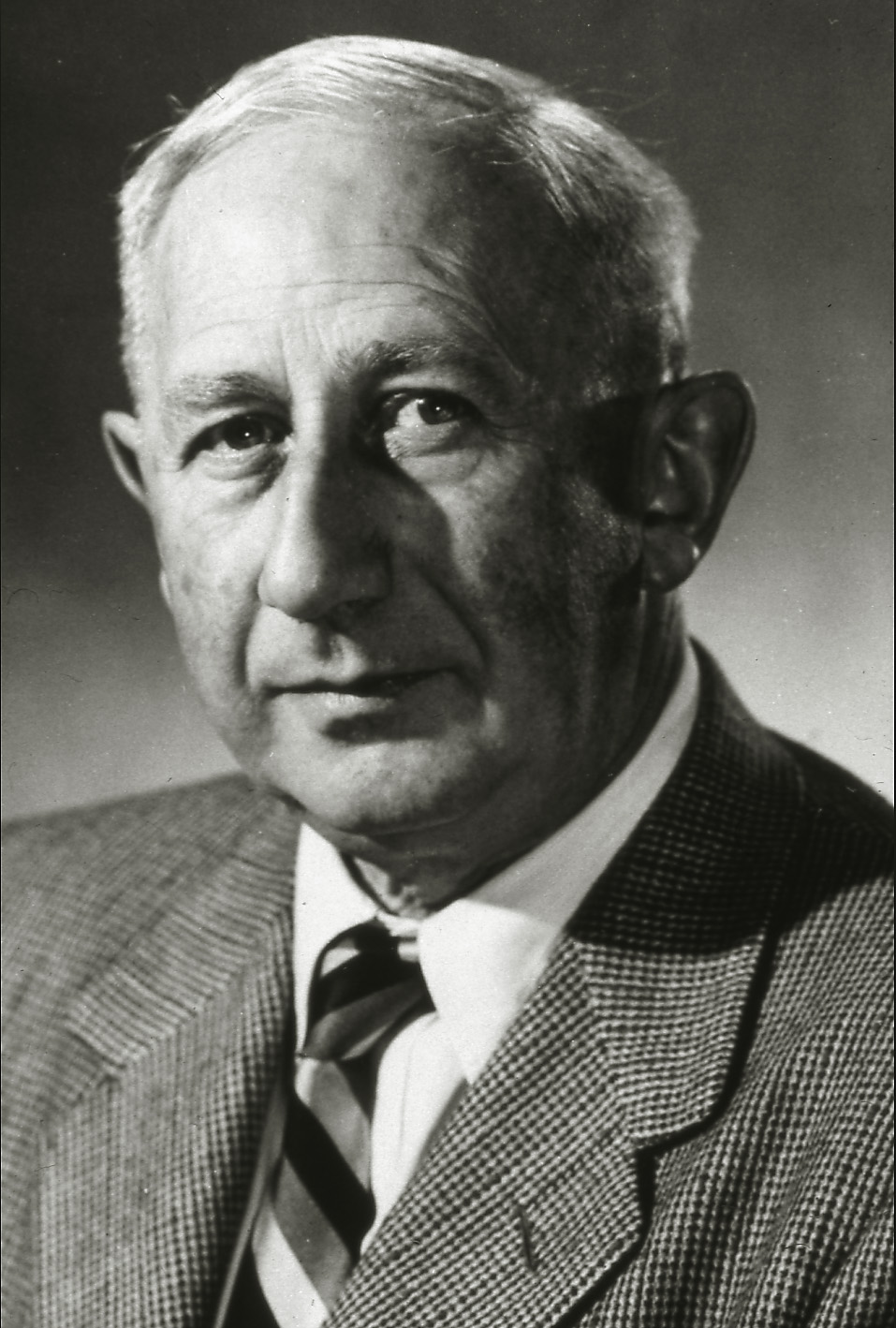
Walter Baade (1893–1960)

- Baaden, Daniel, deutscher Schauspieler
- Baaden, Franz (1916–2008), deutscher Lokalpolitiker und Regionalhistoriker (Westerwald)
- Baader, Abraham (1694–1748), deutscher Baumeister und Stuckateur der so genannten Wessobrunner Schule
- Baader, Amalie (1806–1877), deutsche Schriftstellerin und Vereinsgründerin
- Baader, Andreas (1943–1977), deutscher Terrorist, Mitbegründer der Rote Armee Fraktion
- Baader, Arnold (1842–1888), Schweizer Arzt, Gönner und Förderer
- Baader, Bernhard (1790–1859), deutscher Beamter und Sammler badischer Sagen
- Baader, Caspar (* 1953), Schweizer Politiker (SVP)
- Baader, Christian (* 1977), deutscher Eishockeytorhüter
- Baader, Clemens Alois (1762–1838), deutscher katholischer Theologe
- Baader, Emil (1891–1967), deutscher Lehrer und Heimatforscher
- Baader, Ernst Wilhelm (1892–1962), deutscher Arzt und Arbeitsmediziner
- Baader, Ferdinand Maria von (1747–1797), deutscher Mediziner, Philosoph und Naturforscher
- Baader, Franz (* 1959), deutscher Informatiker
- Baader, Franz von (1765–1841), deutscher Arzt, Bergbauingenieur und PhilosophFranz von Baader (1765–1841)

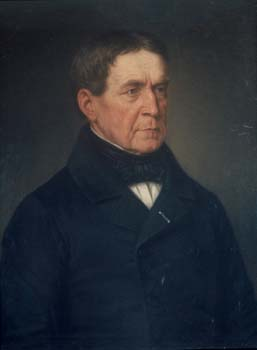
Franz von Baader (1765–1841)

- Baader, Fritz (1939–2018), deutscher Kameramann und Kameraassistent
- Baader, Gerhard (1928–2020), österreichischer Medizinhistoriker
- Baader, Gustav (1878–1956), deutscher Forstwissenschaftler, Hochschulrektor und -lehrer
- Baader, Heinrich Christian (1847–1928), deutscher Ingenieur, Direktor der Timișoaraer Straßenbahngesellschaft (1867–1918), Stadtrat und Senator
- Baader, Horst (1930–1980), deutscher Romanist
- Baader, Johann Andreas (1779–1842), deutscher Pfarrer
- Baader, Johann Baptist († 1780), deutscher Kirchenmaler
- Baader, Johann Jakob (1810–1879), Schweizer Arzt, Nationalrat und Landrat
- Baader, Johann Joseph von (1733–1810), kaiserlicher Generalfeldmarschall
- Baader, Johannes (1875–1955), deutscher Architekt, Schriftsteller, Dadaist und Aktionskünstler
- Baader, Joseph (* 1765), deutscher Kirchenmusiker
- Baader, Joseph (1794–1867), bayerischer Domkapitular und Mitglied der Kammer der Abgeordneten
- Baader, Joseph (1812–1884), deutscher Historiker und Archivar
- Baader, Joseph von (1763–1835), deutscher IngenieurJoseph von Baader (1763–1835)

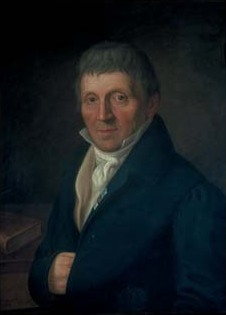
Joseph von Baader (1763–1835)

- Baader, Karl Heinrich (1829–1900), deutscher Oberamtmann
- Baader, Lena (* 1980), deutsche Schauspielerin und Moderatorin
- Baader, Louis-Marie (1828–1920), französischer Genre- und Historienmaler
- Baader, Meike Sophia (* 1959), deutsche Erziehungswissenschaftlerin
- Baader, Michael (* 1956), deutscher Koch
- Baader, Ottilie (1847–1925), deutsche Frauenrechtlerin und Sozialistin
- Baader, Paul (1872–1951), deutscher Oberst, Ritter des Ordens Pour le Mérite
- Baader, Renate (1937–2007), deutsche Romanistin, Literaturwissenschaftlerin und Frauenforscherin
- Baader, Roland (1940–2012), deutscher Diplom-Volkswirt und Publizist
- Baader, Uto (* 1944), deutscher Unternehmer
- Baader-Nobs, Heidi (* 1940), Schweizer Komponistin
- Baadh, Nûno (* 1969), grönländische Handballspielerin und Schönheitskönigin
- Baadi, Taha (* 2001), marokkanischer Tennisspieler
- Baadsvik, Karl Johan (1910–1995), kanadischer Skisportler
- Baadsvik, Øystein (* 1966), norwegischer Tubasolist

### Baag
- Baagøe, Carl Emil (1829–1902), dänischer Seemaler

### Baah
- Baah, Gideon (* 1991), ghanaischer Fußballspieler
- Baah, Kwadwo (* 2003), deutsch-englischer Fußballspieler
- Baah, Kwame (1938–1997), ghanaischer Politiker, Außenminister und Militär
- Baah, Reebop Kwaku (1944–1983), ghanaischer Fusion-PerkussionistReebop Kwaku Baah (1944–1983)

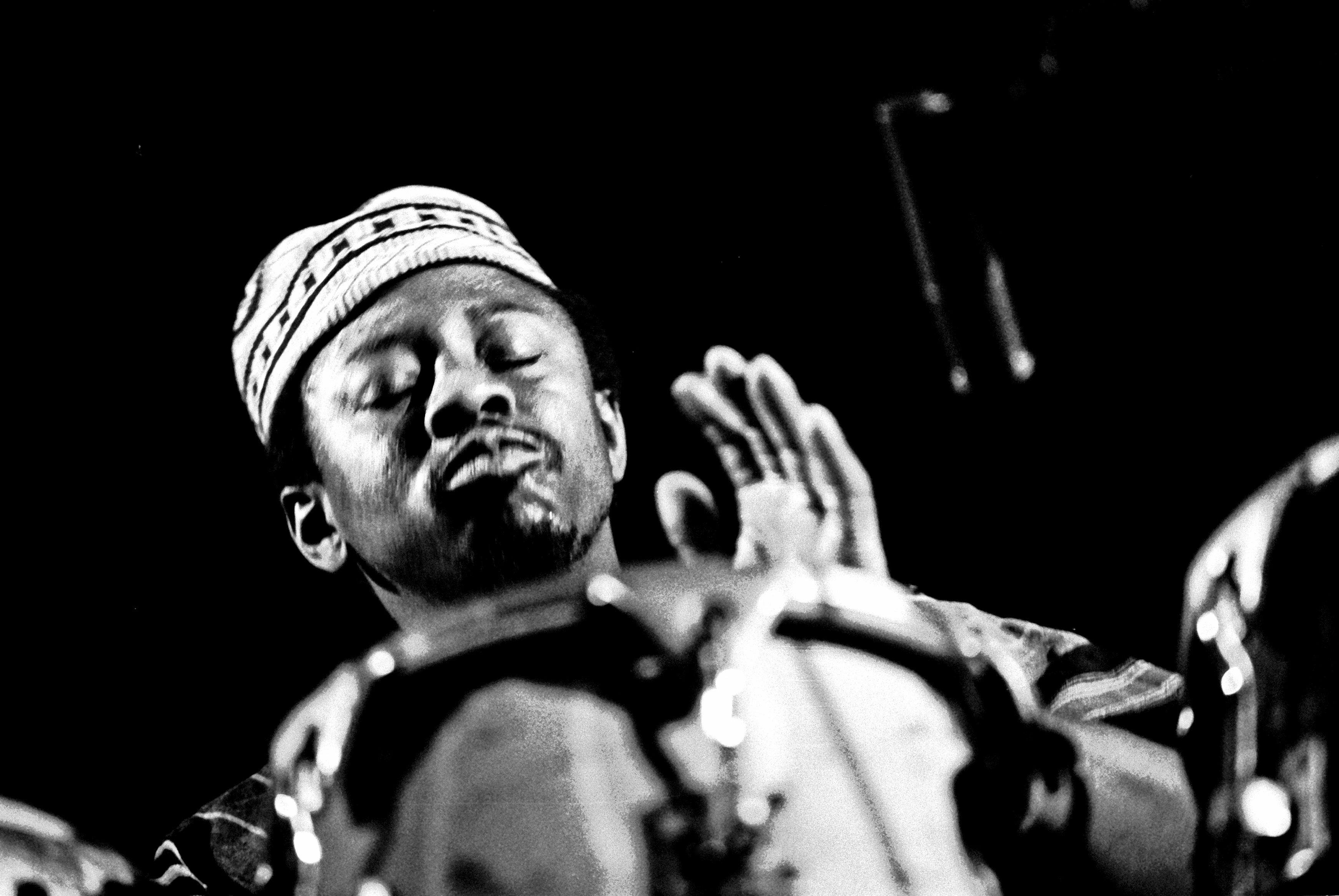
Reebop Kwaku Baah (1944–1983)

- Baah-Boakye, Kwasi (* 1950), ghanaischer Diplomat
- Baah-Wiredu, Kwadwo (1952–2008), ghanaischer Politiker, Finanzminister und Minister für Wirtschaftsplanung in Ghana

### Baai
- Baaij, Everardus Antonius M. (1921–2012), niederländischer Geistlicher, römisch-katholischer Bischof von Aliwal
- Baaij, Henri (1900–1943), niederländischer Fußballspieler

### Baak
- Baak, Florian (* 1999), deutscher Fußballspieler
- Baak, Heinrich (1886–1933), deutscher Bildhauer
- Baake, Curt (1864–1940), deutscher Politiker (SPD) in der Weimarer Republik
- Baake, Ellen (* 1961), deutsche Biomathematikerin und Hochschullehrerin
- Baake, Franz (1931–2025), deutscher Regisseur, Fotograf, Autor und Drehbuchautor, Psychologe und Lyriker
- Baake, Hans-Jürgen (* 1954), deutscher Fußballspieler
- Baake, Rainer (* 1955), deutscher Politiker (Bündnis 90/Die Grünen), Geschäftsführer der Deutschen Umwelthilfe
- Baake, Thommi (* 1962), deutscher Schauspieler, Komiker, Autor und Sänger
- Baake, Werner (1918–1964), deutscher Hauptmann und Pilot der Wehrmacht
- Baake, Wolfgang (* 1950), deutscher Journalist und Theologe
- Baaken, Gerhard (1927–2010), deutscher Historiker und Diplomatiker
- Baaken, Heinrich (1900–1976), deutscher Geistlicher und Weihbischof des Bistums Münster
- Baaken, Renier (* 1949), deutscher Schauspieler, Regisseur, Hörspielsprecher und Synchronsprecher

### Baal
- Baʿal I., König von Tyros
- Baʿal II., König von Tyros
- Baal, Jan van (1909–1992), niederländischer Ethnologe und Gouverneur von Niederländisch-Neuguinea
- Baal, Johann (1657–1701), deutscher Komponist des Barock
- Baal, Karin (1940–2024), deutsche Theater-, Film- und Fernsehschauspielerin
- Baal, Ludovic (* 1986), französischer Fußballspieler (Französisch-Guayana)
- Baal, Sandy van (* 1977), deutsche Politikerin (FDP)
- Baala, Mehdi (* 1978), französischer Mittelstreckenläufer
- Baalbaki, Ayman (* 1975), libanesischer Künstler
- Baalbaki, Nikolaus (* 1957), syrischer Priester des Griechisch-Orthodoxen Patriarchats von Antiochien
- Baalbergen, Sara van (* 1607), niederländische Malerin
- Baalcke, David (* 1966), deutscher Schauspieler
- Baale, Olaf (* 1959), deutscher Journalist
- Baalen, Hans van (1960–2021), niederländischer Politiker, MdEP
- Baales, Michael (* 1963), deutscher Prähistoriker
- Baalis, König der Ammoniter
- Baallal, Abdellah (* 2004), marokkanischer Fußballspieler

### Baan
- Baan, Iwan (* 1975), niederländischer Fotograf
- Baan, Rob (* 1943), niederländischer Fußballtrainer
- Baana, israelitischer Rückkehrer aus dem Babylonischen Exil
- Baanders, Tine (1890–1971), niederländische Grafikdesignerin
- Baantjer, Albert Cornelis (1923–2010), niederländischer Autor von Kriminalromanen und Polizist

### Baar
- Baar van Slangenburgh, Charles van (1902–1978), niederländischer Fußballspieler
- Baar von Baarenfels, Eduard (1855–1935), österreichisch-ungarischer k.u.k. Feldmarschallleutnant
- Baar, Anna (* 1973), österreichische Schriftstellerin und JournalistinAnna Baar (* 1973)

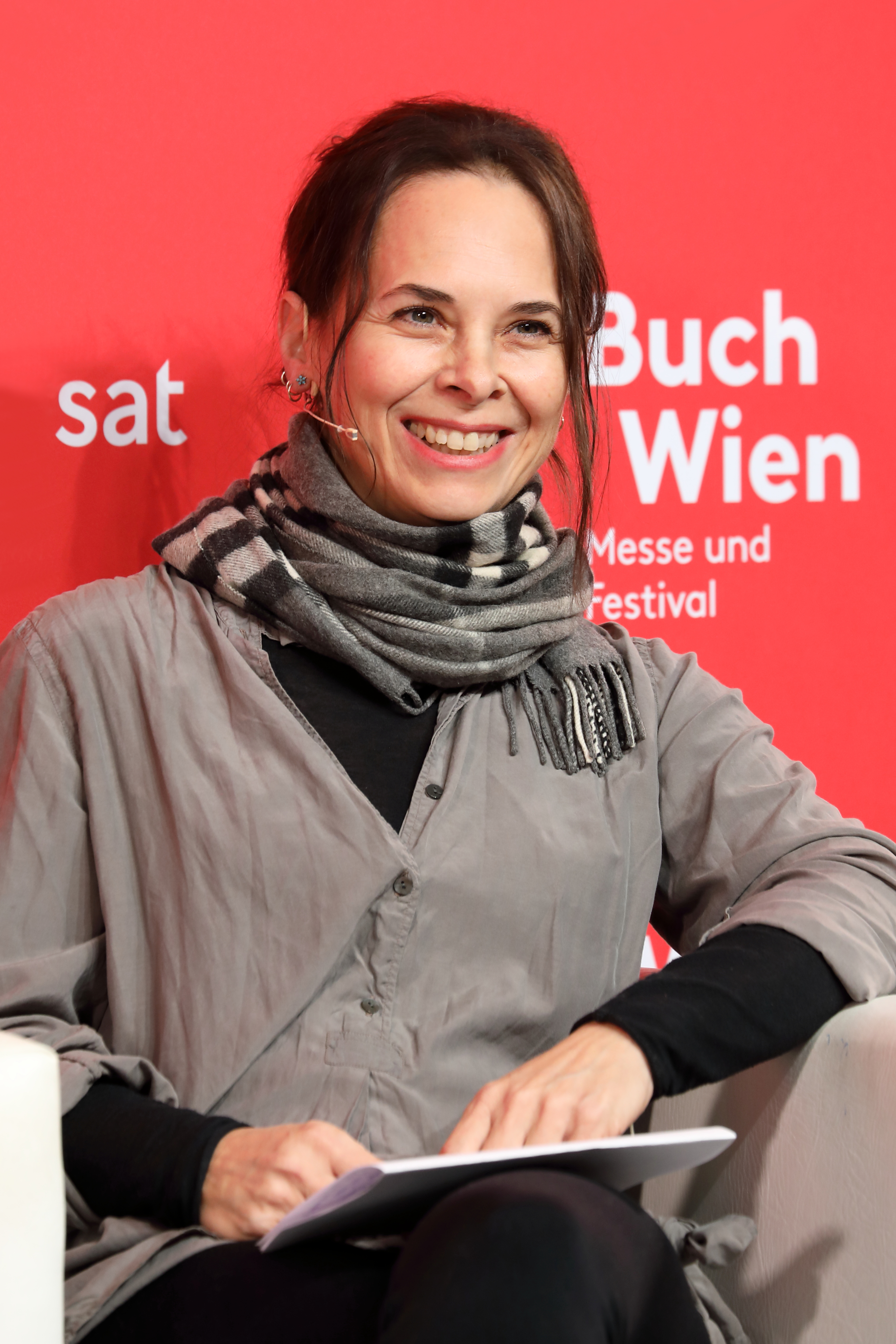
Anna Baar (* 1973)

- Baar, Arthur (1890–1984), österreichisch-israelischer Fußballmanager
- Baar, Hugo (1873–1912), Maler
- Baar, Jindřich Šimon (1869–1925), tschechischer Priester und Schriftsteller
- Baar, Roland (1965–2018), deutscher Ruderer, Ingenieur und Hochschullehrer
- Baar, Rudolf (1880–1929), österreichischer Naturforscher und Autor
- Baar, Tim (1912–1977), US-amerikanischer Spezialeffektekünstler und Oscarpreisträger
- Baar, Wolfgang (* 1933), deutscher Politiker (SPD), MdHB
- Baar-Baarenfels, Eduard (1885–1967), österreichischer Heimwehr-Führer und Politiker
- Baar-Baarenfels, Johannes (* 1963), österreichischer Architekt
- Baar-Baarenfels, Nikolai (* 2000), österreichisch-bulgarischer SchauspielerNikolai Baar-Baarenfels (* 2000)

Nikolai Baar-Baarenfels (* 2000)

- Baarck, Wilhelm (* 1887), deutscher Postbote und Politiker, MdHB
- Baard, Frances († 1997), südafrikanische Politikerin und Antiapartheidsaktivistin
- Baardson, Bentein (* 1953), norwegischer Schauspieler und Theaterregisseur
- Baare, Fernando (1879–1952), preußischer Major im Generalstab und deutscher Unternehmer
- Baare, Fritz (1855–1917), deutscher Manager und Industrieller
- Baare, Hans (1887–1932), deutscher Manager der Stahlindustrie
- Baare, Louis (1821–1897), deutscher Kaufmann und Manager in der Montanindustrie
- Baare, Theodor (* 1875), deutscher Redakteur
- Baare, Wilhelm (1857–1938), deutscher Industrieller
- Baaren, Joyce van (* 1984), niederländische Taekwondoin
- Baaren, Kees van (1906–1970), niederländischer Komponist und Musikpädagoge
- Baaren, Sabine van (* 1960), niederländische Musikerin, Sängerin, Komponistin und Heilerin
- Baargeld, Johannes Theodor (1892–1927), deutscher Maler, Grafiker, Autor und Publizist des Dadaismus sowie Bergsteiger
- Baark, Monika (* 1968), Übersetzerin
- Baark, Wolfgang (* 1958), deutscher Szenenbildner
- Baarle, Dylan van (* 1992), niederländischer RadrennfahrerDylan van Baarle (* 1992)

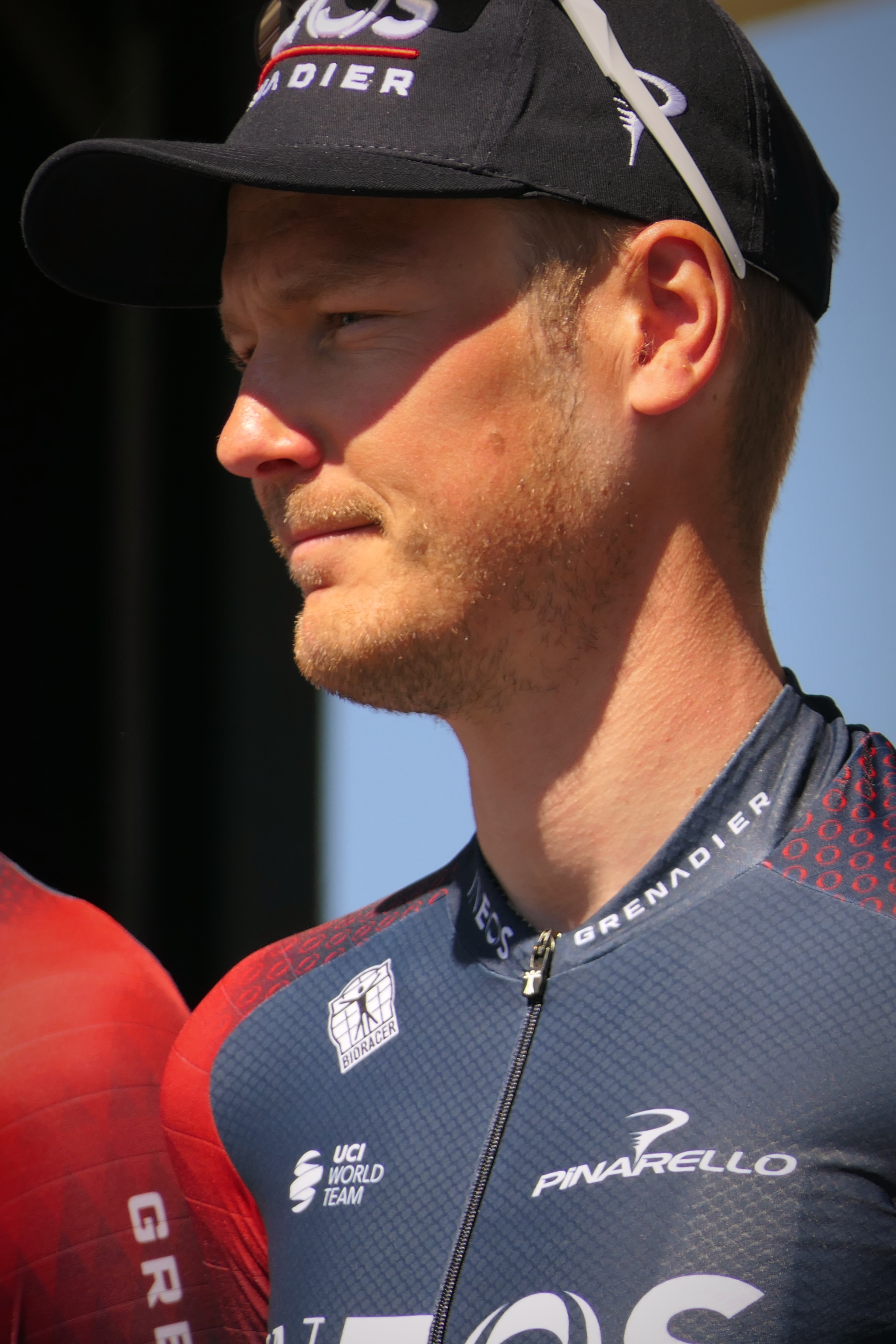
Dylan van Baarle (* 1992)

- Baarmann, Erika (* 1935), deutsche Illustratorin
- Baarová, Lída (1914–2000), tschechische Schauspielerin und Sängerin
- Baars, Ab (* 1955), niederländischer Jazz-Saxophonist und Klarinettist
- Baars, Bernard (* 1946), US-amerikanischer Kognitionswissenschaftler
- Baars, Ernst (1894–1969), deutscher Elektrochemiker
- Baars, Ernst Georg (1864–1949), deutscher evangelischer Theologe
- Baars, Henk (* 1960), niederländischer Radrennfahrer
- Baars, Karl August (1875–1942), estnischer Politiker
- Baarsen, Willem van, niederländischer Jazzviolinist
- Baarsma, Barbara (* 1969), niederländische Wirtschaftswissenschaftlerin, Hochschullehrerin und Bankmanagerin
- Baarspul, Yvon (1918–1993), niederländischer Dirigent
- Baarß, Klaus-Jürgen (1934–2017), deutscher Generalleutnant der NVA
- Baart, Sander (* 1988), niederländischer Hockeyspieler
- Baarth, Arthur (1858–1937), preußischer Verwaltungsjurist, Landrat und Politiker
- Baartman, Sarah († 1815), Khoi BühnendarstellerinSarah Baartman († 1815)

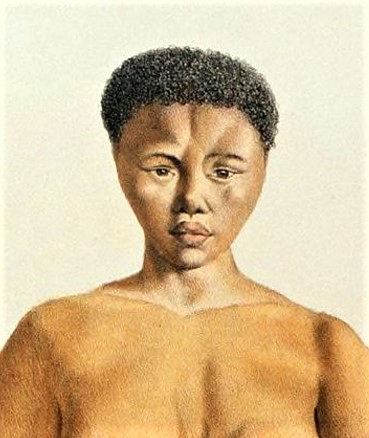
Sarah Baartman († 1815)

- Baartmans, Peter (1960–2024), niederländischer Pianist und Komponist
- Baartz, Ray (* 1947), australischer Fußballspieler

### Baas
- Baas, Balduin (1922–2006), deutscher Schauspieler, Schriftsteller und Künstler
- Baas, David (* 1981), US-amerikanischer American-Football-Spieler
- Baas, Gilberto Keb (* 1977), mexikanischer Boxer im Halbfliegengewicht
- Baas, Hans Hermann Wilhelm (1902–1979), deutscher Werftarbeiter und Politiker (KPD), MdHB
- Baas, Heinz (1922–1994), deutscher Fußballspieler und -trainer
- Baas, Jens (* 1967), deutscher Krankenkassenmanager
- Baas, Johann (1868–1956), deutscher Gewerkschaftsfunktionär und Opfer des Nationalsozialismus
- Baas, Johann Hermann (1838–1909), deutscher Arzt
- Baas, Julian (* 2002), niederländischer Fußballspieler
- Baas, Justin (* 2000), philippinisch-niederländischer Fußballspieler
- Baas, Karl (1866–1944), deutscher Medizinhistoriker und Augenarzt
- Baas, Mette (* 2000), finnische Sprinterin
- Baas, Norbert (* 1947), deutscher Diplomat
- Baas, Pieter (1944–2024), niederländischer Botaniker
- Baas, Reinier (* 1985), niederländischer Jazzmusiker
- Baas, Youri (* 2003), niederländischer Fußballspieler
- Baas-Kaiser, Christina (1938–2022), niederländische Eisschnellläuferin
- Baasanchüü, Bawuudordschiin (* 1999), mongolische Judoka
- Baasch, Christian (1909–1939), deutscher Fußballspieler
- Baasch, Ernst (1861–1947), deutscher Historiker
- Baasch, Hans Friedrich (1784–1853), deutscher Maler
- Baasch, Hermann Conrad (1814–1877), deutscher Kaufmann und Abgeordneter
- Baasch, Jürgen (* 1945), deutscher Politiker (SPD), MdL
- Baasch, Wolfgang (* 1957), deutscher Politiker (SPD), MdL
- Baaske, Günter (* 1957), deutscher Politiker (parteilos, SPD), MdL, Landesminister in BrandenburgGünter Baaske (* 1957)

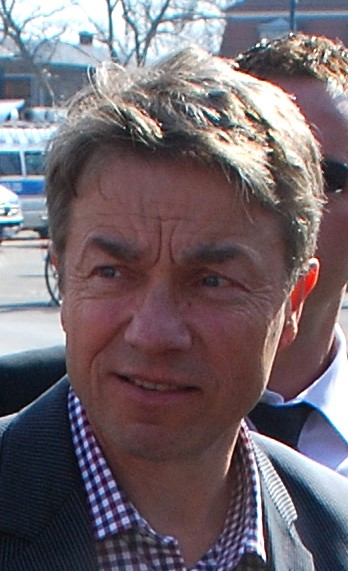
Günter Baaske (* 1957)

- Baaske, Katrin (* 1969), deutsche Fußballspielerin
- Baasland, Ernst (* 1945), norwegischer lutherischer Theologe, Bischof im Bistum Stavanger
- Baasmo Christiansen, Anders (* 1976), norwegischer SchauspielerAnders Baasmo Christiansen (* 1976)

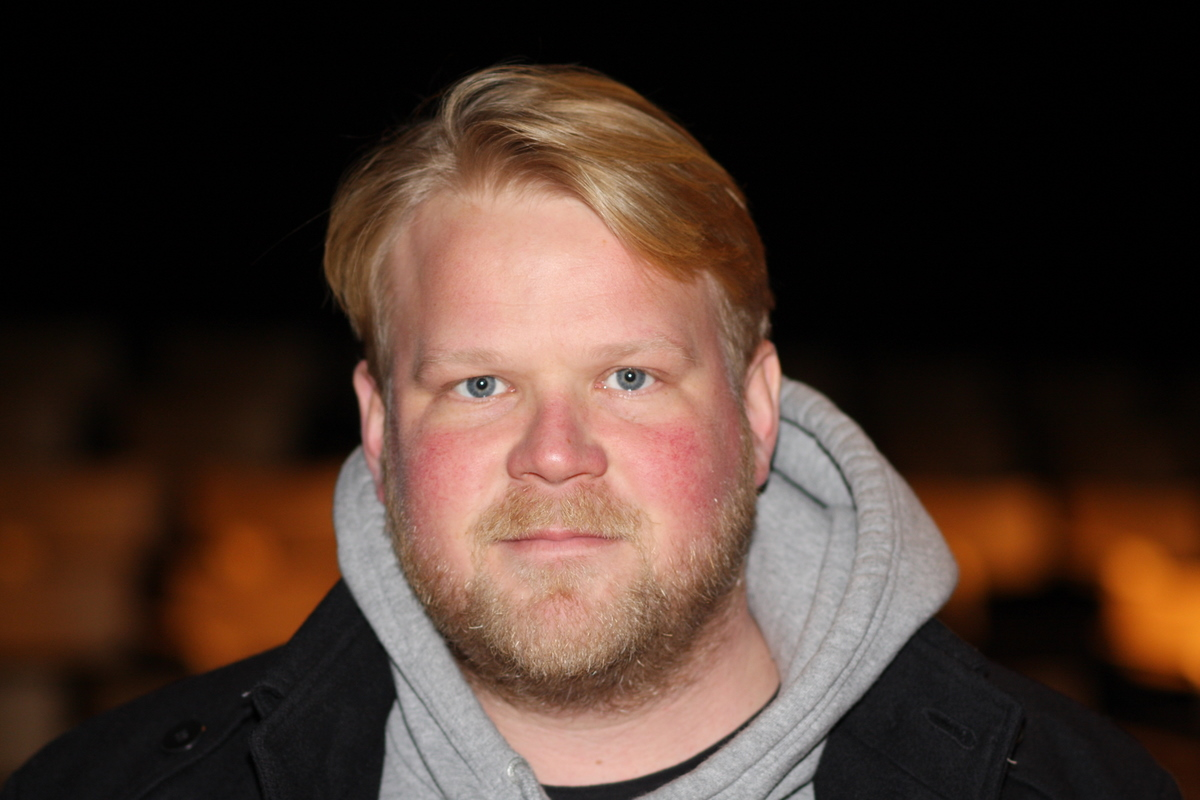
Anders Baasmo Christiansen (* 1976)

- Baasner, Rainer (* 1955), deutscher Germanist
- Baasner, Wilfried (1940–2006), deutscher Schauspieler
- Baaß, Antonia (* 2000), deutsche Fußballspielerin
- Baass, Hans-Günther (1909–1991), deutscher Maler
- Baass, Heinrich (1834–1902), deutscher Steuermann und Politiker, MdHB
- Baaß, Matthias (* 1962), deutscher Politiker (SPD)
- Baast, Böchijn (1921–2019), mongolischer Schriftsteller
- Baastrup, Christian Ingerslev (1885–1950), dänischer Radiologe
- Baastrup, Lise (* 1984), dänische Schauspielerin

### Baat
- Baatar, Jandschingiin (* 1940), mongolischer Radsportler, nationaler Meister im Radsport
- Baatarbileg, Jondonperenlein, mongolischer Politiker
- Baatardschaw, Damirangiin (* 1943), mongolischer Judoka
- Baatartsogt, Namsrai (* 1998), mongolischer Fußballspieler
- Baath, Eduard Julius Ferdinand (1834–1907), preußischer Generalmajor und Kommandeur des 48. Infanterieregiments
- Baath, Peter-August (1872–1959), deutscher Beamter, Geheimer Regierungsrat
- Baath, Rolf (1909–1983), deutscher Verwaltungsjurist
- Baatour, Mounir (* 1970), tunesischer Politiker und Rechtsanwalt und LGBT-Rechte Aktivist
- Baatyrowa, Gulnara (* 1963), kirgisische Politikerin
- Baatz, Bernhard (1910–1978), deutscher SS-Obersturmbannführer
- Baatz, Dietwulf (1928–2021), deutscher Provinzialrömischer Archäologe
- Baatz, Hans (1906–1996), deutscher Gynäkologe und Badearzt
- Baatz, Hermann (1845–1870), deutscher Theaterschauspieler
- Baatz, Ursula (* 1951), österreichische Autorin und Journalistin
- Baatz-Mechler, Peter (* 1977), deutscher Dialogbuchautor und Synchronregisseur
- Baatzsch, Brian (* 1995), deutscher Politiker (SPD)

### Baau
- Baauer (* 1989), US-amerikanischer Musiker

### Baaw
- Baawobr, Richard (1959–2022), römisch-katholischer Ordensgeistlicher, Generaloberer der Weißen Väter, Bischof von Wa

### Baay
- Baayen, Pieter Cornelis (1934–2019), niederländischer Mathematiker
- Baayen, Rolf Harald (* 1958), niederländischer Linguist

### Baaz
- Baazius, Johannes der Ältere (1581–1649), schwedischer Theologe und Bischof
- Baazius, Johannes der Jüngere (1626–1681), schwedischer Theologe und Erzbischof